# Michael Baldwin (artiste)
Pour les articles homonymes, voir Michael Baldwin (homonymie) et Baldwin.
Michael Baldwin, né en 1945 dans le Yorkshire à Chipping Norton (Royaume-Uni), est un artiste conceptuel britannique, membre fondateur du groupe d'artistes Art and Language.
Il vit à Middleton Cheney, près de Banbury, en Angleterre.

## Biographie
Michael Baldwin étudie au Coventry School of Art and Design de 1964 à 1967 puis enseigne à la Lanchester Polytechnic de Coventry de 1969 à 1971 et à la Leamington School of Art depuis 1969.
En 1966, Baldwin rencontre l'artiste Terry Atkinson, qui enseigne au Coventry School of Art and Design. Ils fondent le groupe avant-gardiste Art and Language en 1968.
En tant que membre d’Art and Language, Michael Baldwin participe en 1972 à la documenta 5 à Cassel avec le projet Index 0001 dans la section Idea + Idea/Light, aux côtés des artistes Art and Language Terry Atkinson, David Bainbridge, Ian Burn, Charles Harrison, Harold Hurrell, Mel Ramsden et Joseph Kosuth. Avec Art and Language, il est également représenté à la documenta 6 (1977), à la documenta 7 en 1982 et à la documenta X en 1997.
Depuis 1977, Baldwin et Ramsden poursuivent leur projet Art and Language. De nombreux textes ont été écrits avec Charles Harrison et Mel Ramsden, qui publie Art-Language depuis 1971.